# Бад-Мюндер-ам-Дайстер
Бад-Мюндер-ам-Дайстер (нем. Bad Münder am Deister) — город в Германии, в земле Нижняя Саксония.
Входит в состав района Хамельн-Пирмонт. Население составляет 17 530 человек (на 31 декабря 2010 года). Занимает площадь 107,69 км². Официальный код — 03 2 52 002.
Город подразделяется на 16 городских районов.
| Год  | Население |
| ---- | --------- |
| 1990 | 18 885    |
| 1995 | 19 345    |
| 2000 | 19 194    |
| 2005 | 18 627    |
| 2010 | 17 668    |

## Известные уроженцы
- Андре, Карл — немецкий геолог, палеонтолог, ректор Кёнигсбергского университета (1930—1931).

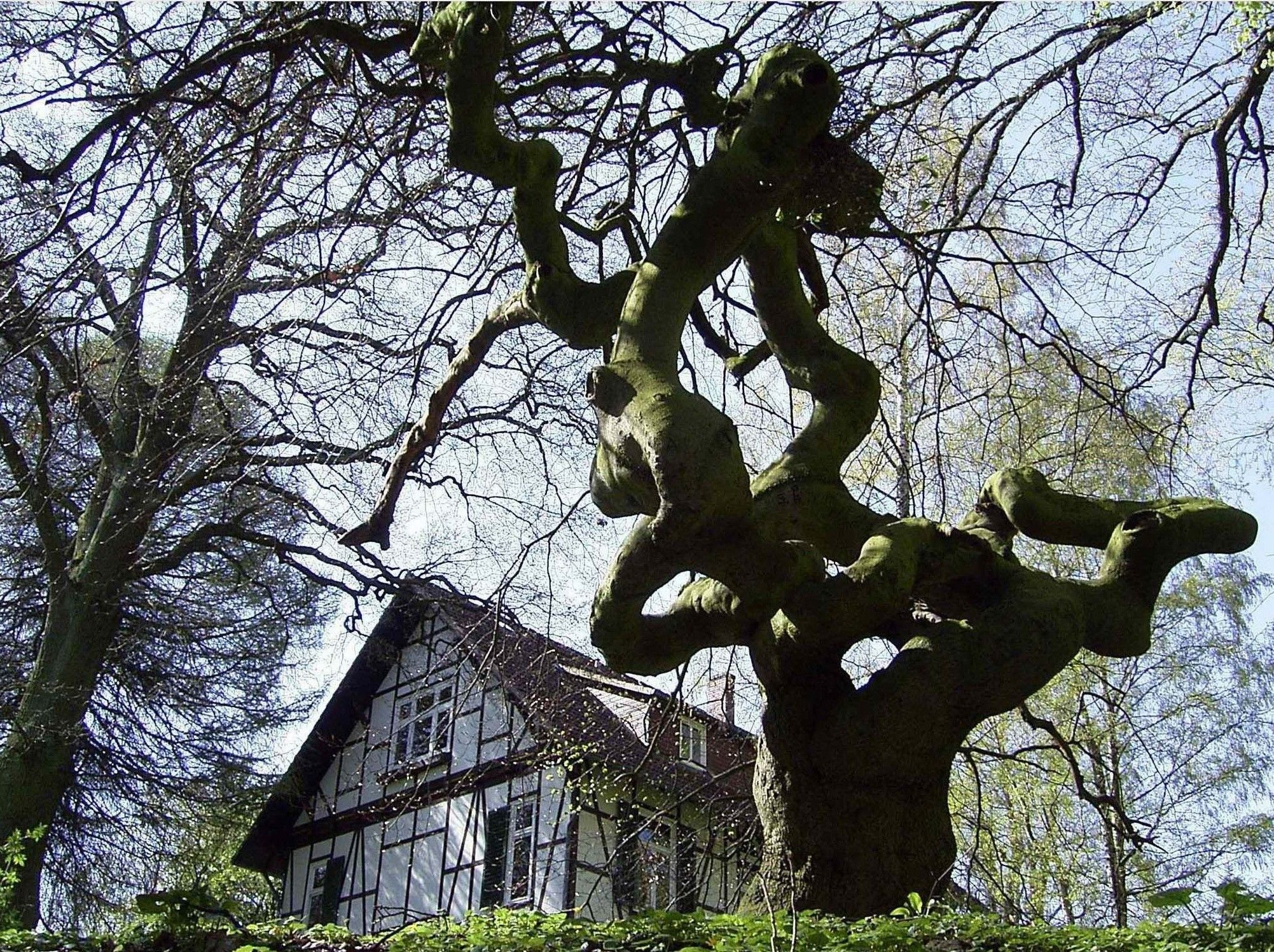
Бад-Мюндер-ам-Дайстер